# Izidor Guzmics
Izidor Guzmics, né en 1786 à Vámos-Család et mort en 1839, est un théologien et helléniste hongrois. 

## Biographie
Izidor Guzmics né en 1786 à Vámos-Család.
À ses études pour entrer dans les Ordres, à sa carrière ecclésiastique, dont le couronnement devait être en 1832, l'importante dignité d'abbé de Bakony, il ne cesse d'associer l'ardeur littéraire la plus vive et la plus variée. Ses écrits théologiques sont nombreux. Parmi les classiques, il est surtout séduit par Sophocle et Théocrite. Il est aussi l'auteur de poésies estimées et d'une correspondance importante avec Kazinczy.
Izidor Guzmics meurt en 1839.